# Transcatheter Cardiovascular Therapeutics
Transcatheter Cardiovascular Therapeutics (TCT) – międzynarodowy, uznawany za największy kongres kardiologów inwazyjnych na świecie.
Kongres jest organizowany corocznie w miesiącach jesiennych (wrzesień - listopad) od 1988 roku na zmianę w Waszyngtonie, San Francisco lub Miami. 

W kongresie uczestniczy każdego roku kilka tysięcy kardiologów inwazyjnych z całego świata.

W ciągu kilku dni kongresu prezentowane są nowe wyniki badań, wykłady specjalistów, odbywają się panele dyskusyjne, prezentacje plakatowe i ustne. Jednakże najważniejszą część stanowią transmisje na żywo z sal operacyjnych, podczas których wykonywane są zabiegi przezskórnych interwencji na tętnicach wieńcowych i obwodowych.

Każdemu kongresowi towarzyszy część wystawiennicza firm farmaceutycznych.

## Dyrektorzy kongresu
- Gregg W. Stone[2]
- Martin B. Leon

Organizatorem kongresu jest Cardiovascular Research Foundation z siedzibą w Nowym Jorku.